# Hasan Mazhar

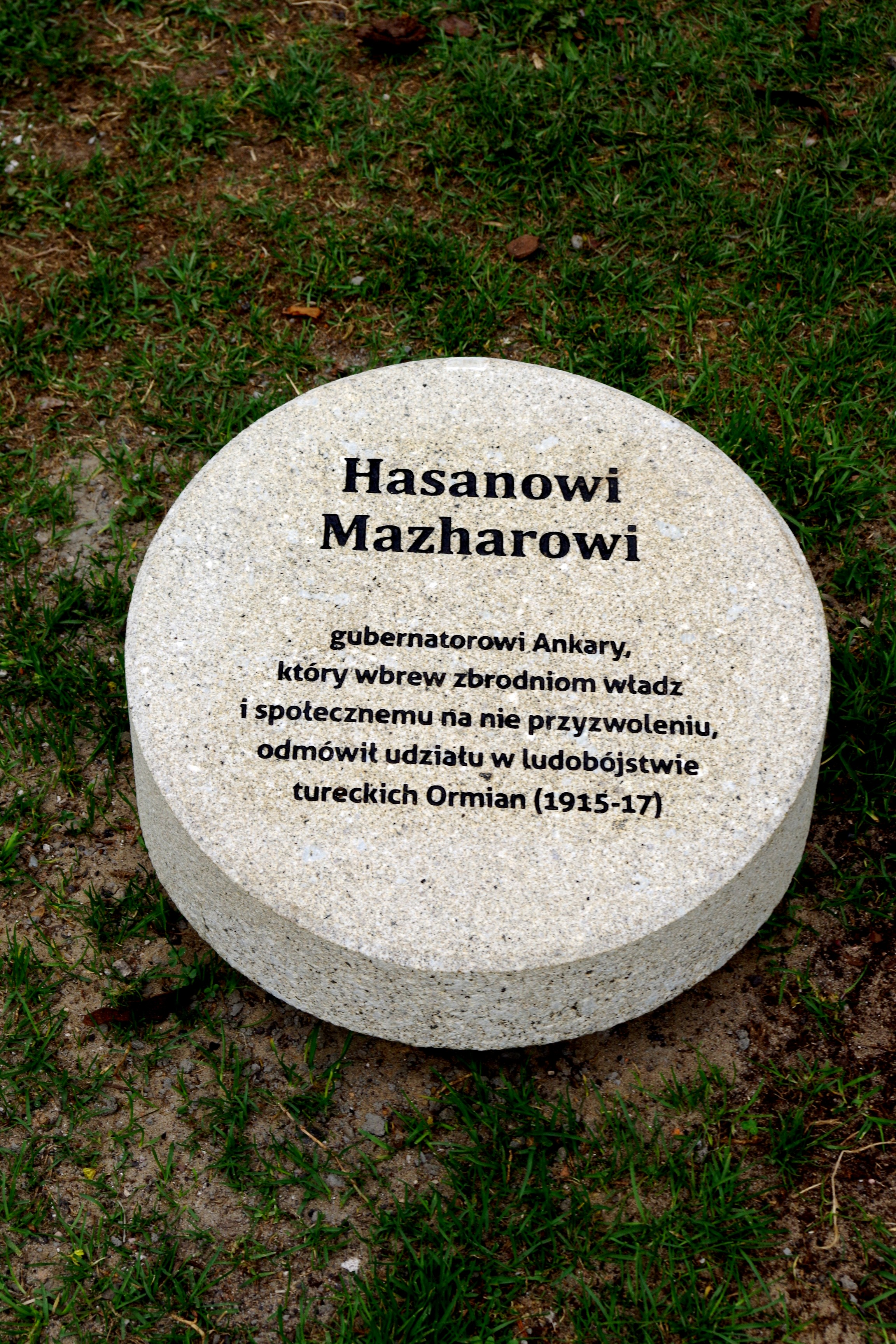
Obelisk upamiętniający Hasana Mazahara w Ogrodzie Sprawiedliwych w Warszawie

Hasan Mazhar lub Hasan Mazhar Bey – gubernator Ankary w Imperium Osmańskim, który odmówił udziału w ludobójstwie Ormian w latach 1915-1917 za co został odwołany ze stanowiska. W 1918 roku stanął na czele tzw. Komisji Mazahara badającej zbrodnie z okresu ludobójstwa Ormian.
27 kwietnia 2015 roku w warszawskim Ogrodzie Sprawiedliwych odsłonięto kamień upamiętniający jego osobę i posadzono drzewo pamięci.